# Adamovská vrchovina
Adamovská vrchovina je geomorfologický podcelek o rozloze 270 km², tvořící západní část Drahanské vrchoviny mezi městy Boskovice, Blansko a Brno. Vrchovina, podélně prořízlá údolím Svitavy, je tvořena vyvřelými horninami, v Blanenském, Svinošicko-šebrovském a Valchovském prolomu jsou vklíněny křídové usazeniny. Reliéf má převážně charakter ploché vrchoviny rozčleněné hluboce zaříznutými údolími a příkrými svahy.

## Dělení
Adamovská vrchovina se skládá z následujících geomorfologických okrsků:
IID-3A-1 Hořická vrchovina
IID-3A-2 Blanenský prolom
IID-3A-3 Mojetínský hřbet
IID-3A-4 Valchovský prolom
IID-3A-5 Škatulec
IID-3A-6 Rozsocháč
IID-3A-7 Výškůvka
IID-3A-8 Řícmanicko-kanický prolom
IID-3A-9 Bílovický hřbet
IID-3A-10 Obřanská kotlina
IID-3A-11 Soběšická vrchovina
IID-3A-12 Babí lom
IID-3A-13 Svinošický prolom

## Významné vrcholy
- Holíkov (667 m)
- Mojetín (608 m)
- Podvrší (590 m)
- Babí lom (562 m)

## Fotogalerie

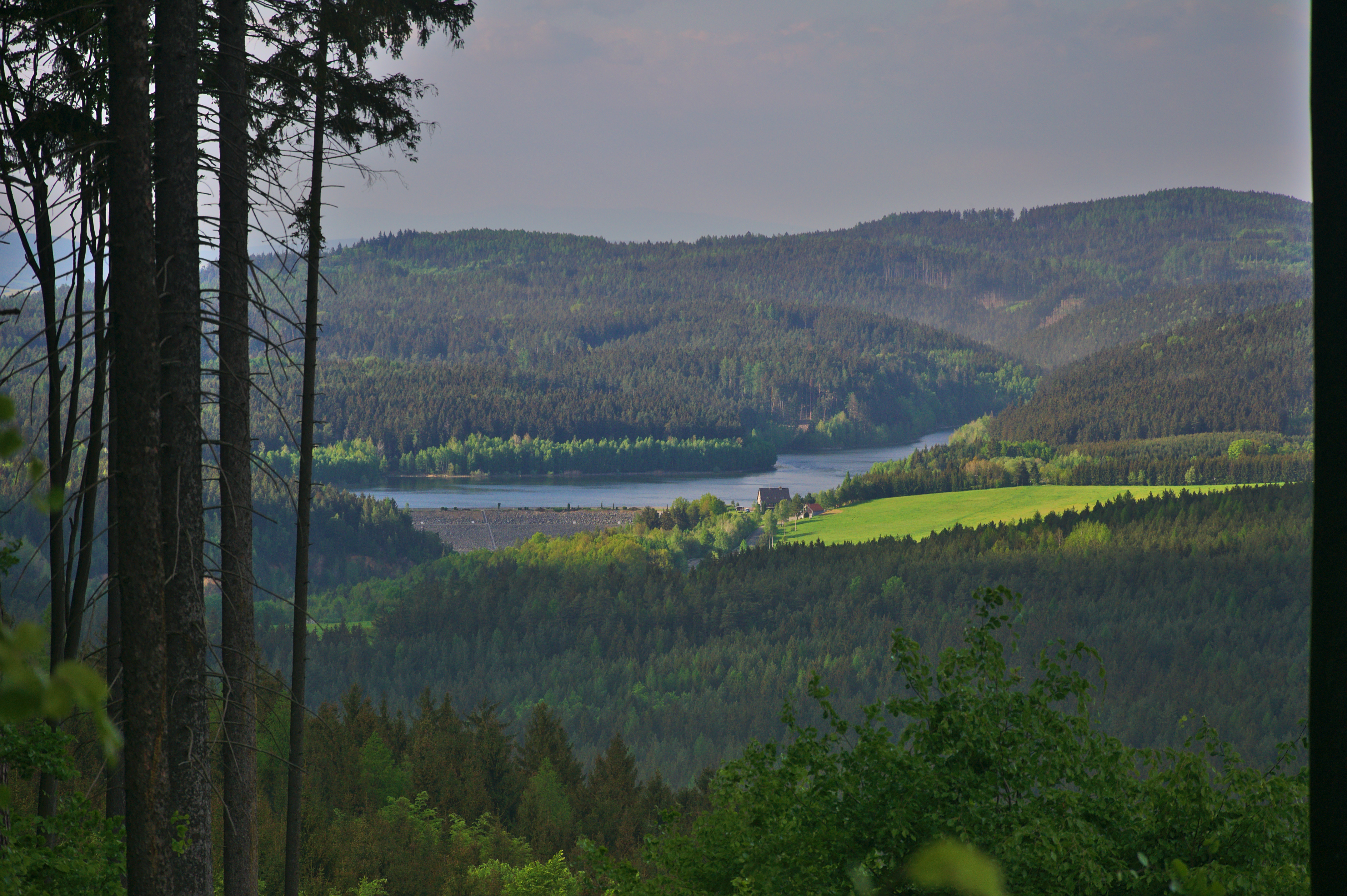
Mojetínský hřbet
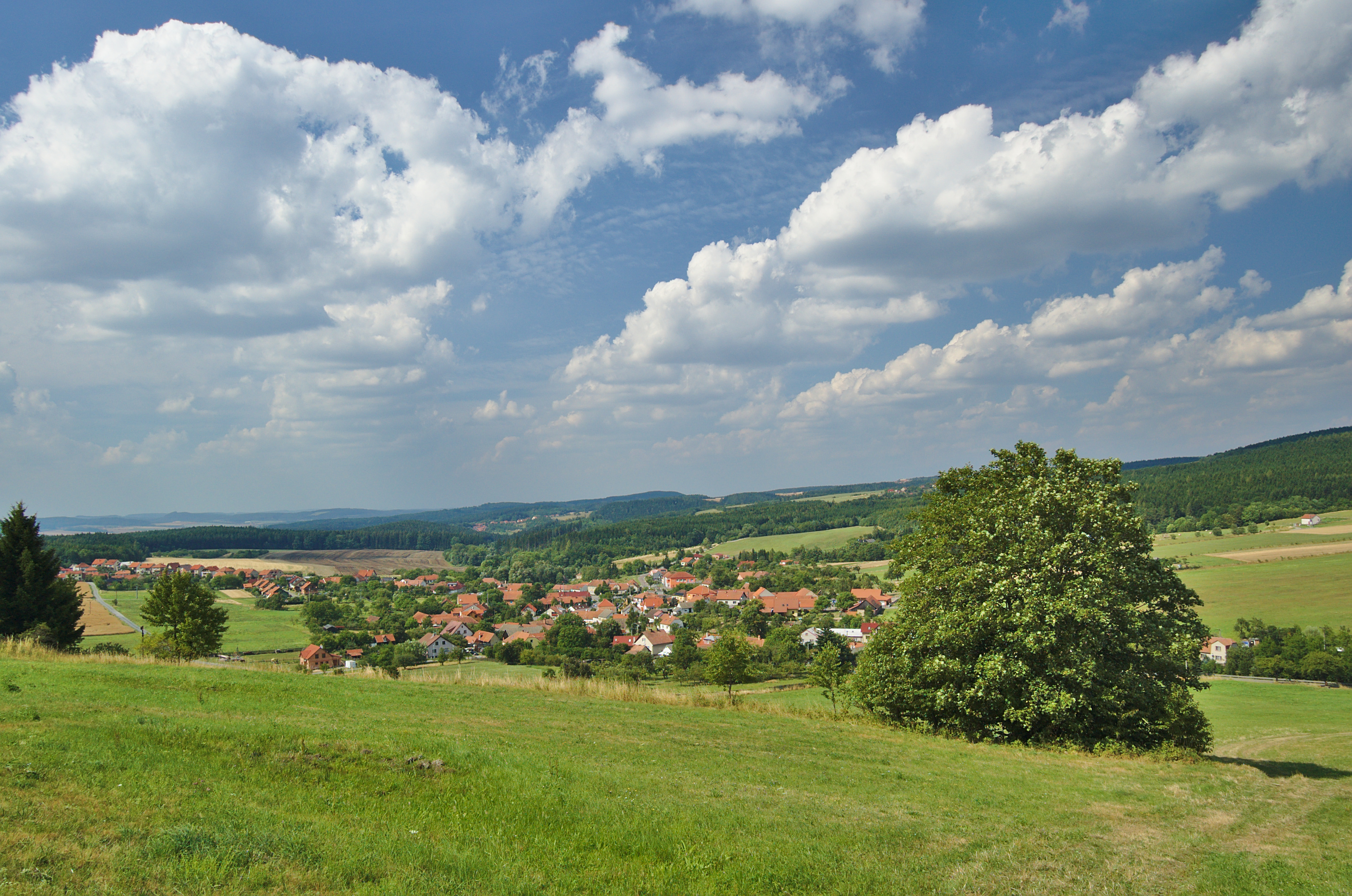
Valchovský prolom
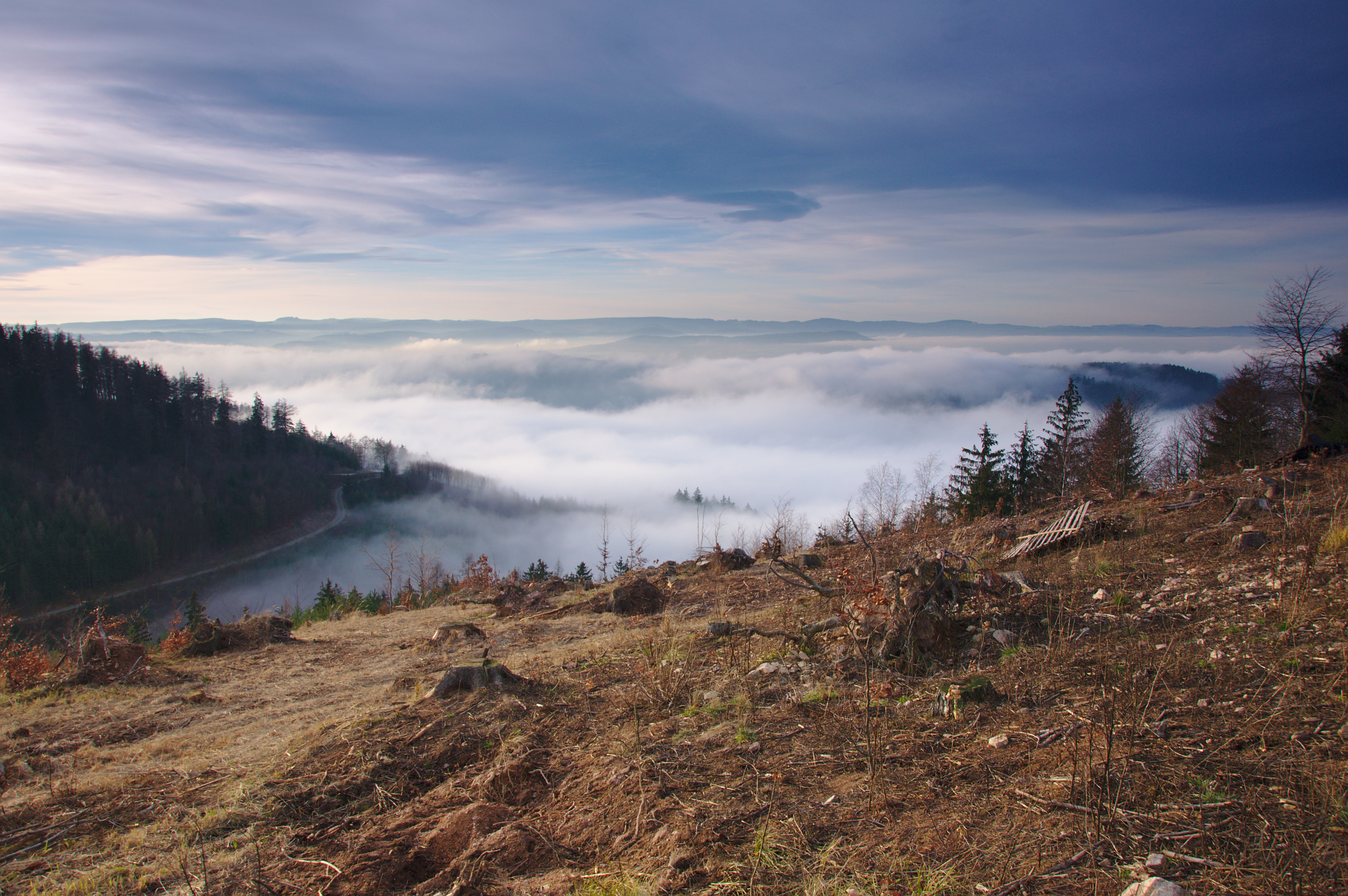
Škatulec
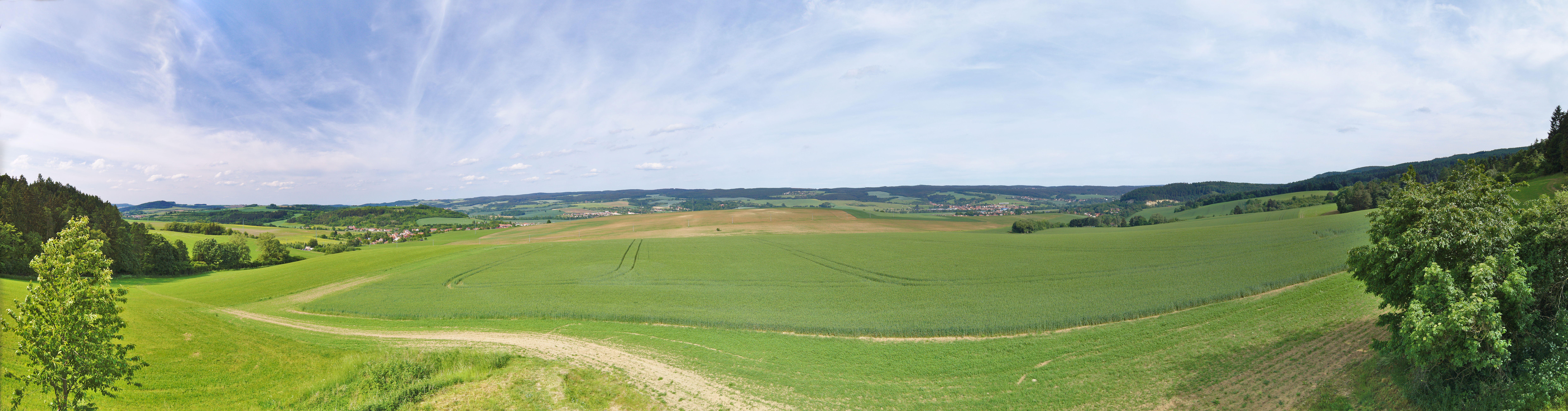
Blanenský prolom
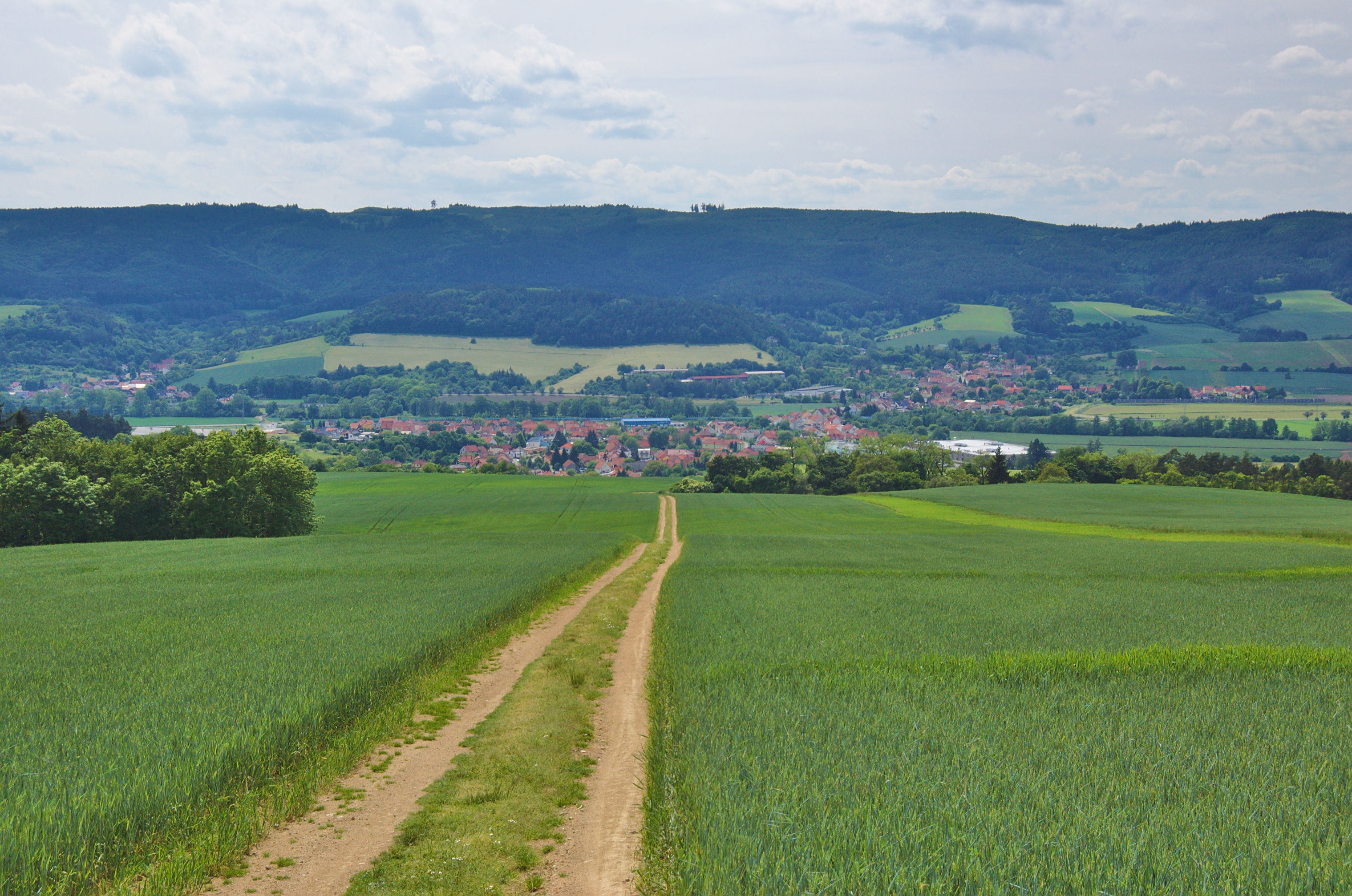
Měřická vrchovina
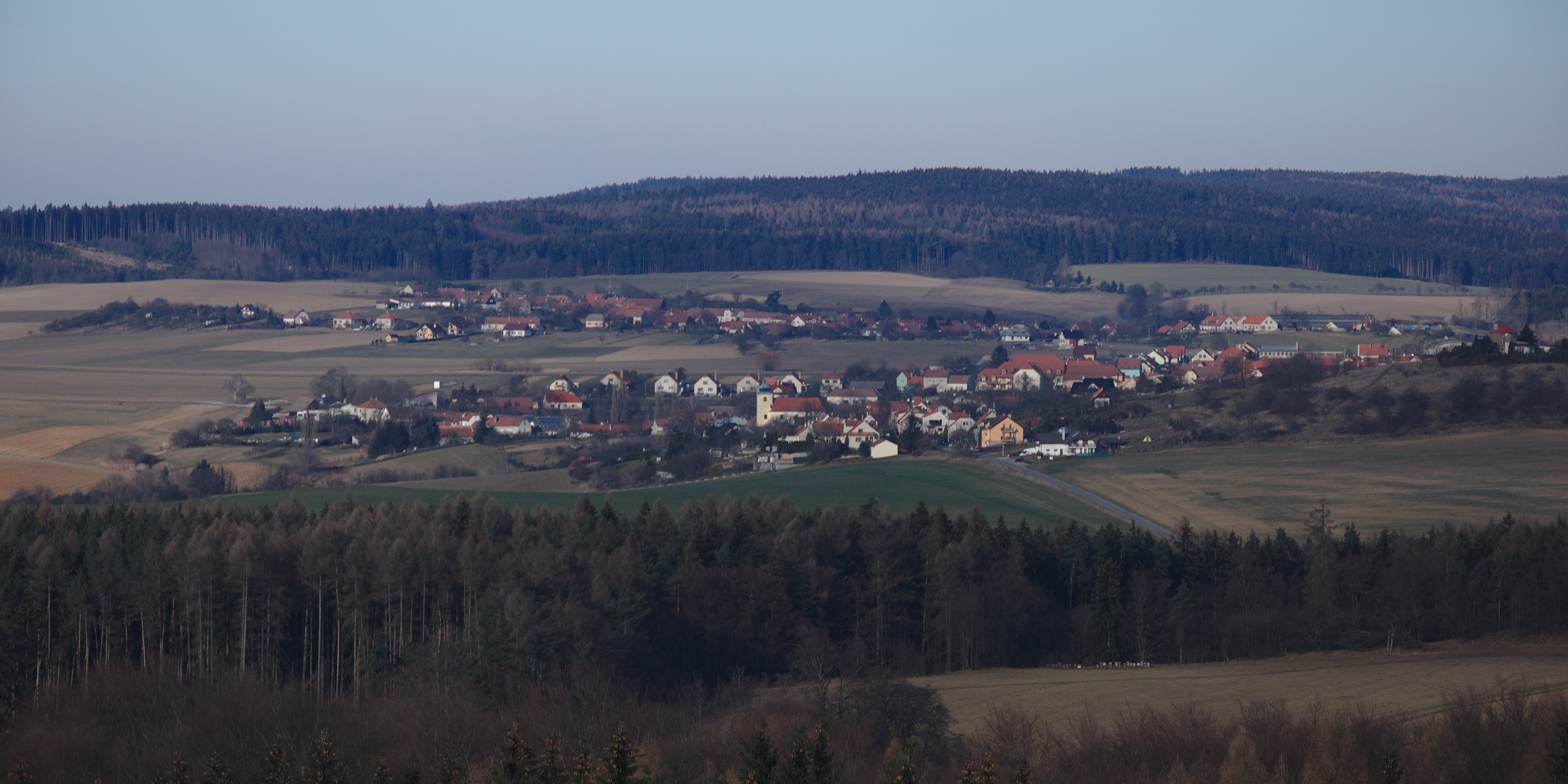
Rozsocháč
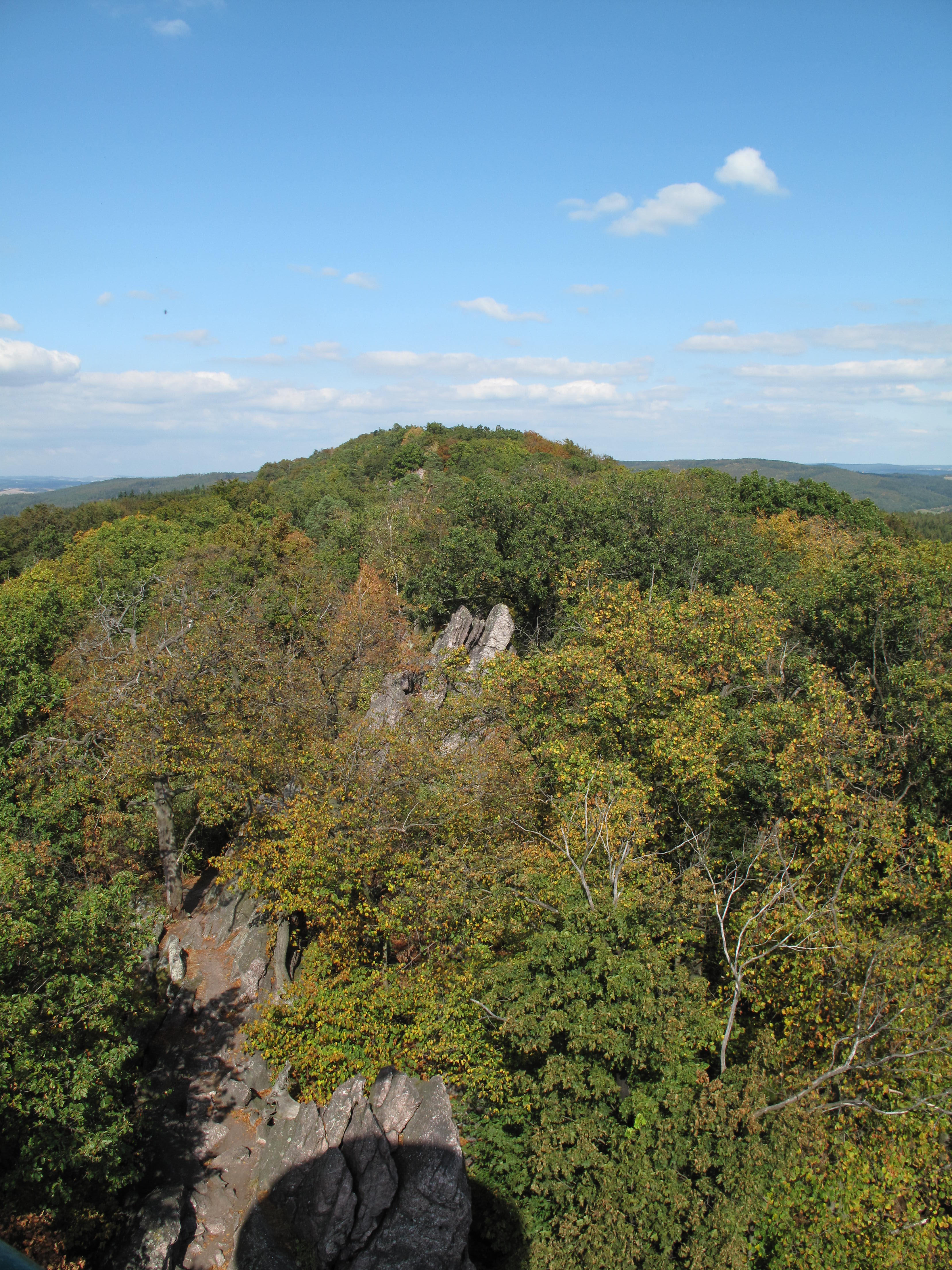
Babí lom